# Награды Аланис Мориссетт
Аланис Мориссетт выиграла и была номинирована на несколько наград. Она получила семь премий «Грэмми» и 12 премий Juno. Была номинирована в категории «Лучший новый исполнитель» на 38-й церемонии Грэмми, победила в той же категории на MTV Video Music Awards за песню «Ironic». Мориссетт четыре раза была номинирована в категории «Автор года» на церемонии Juno, получив награду в 1996 и 1997 годах. Её дебютный альбом, Jagged Little Pill, стал одним из самых продаваемых альбомов 1990-х. В октябре 2002 журнал Rolling Stone назвал Jagged Little Pill одним из лучших альбомов всех времен (№327). Jagged Little Pill также включен в книгу «1001 альбом, который вы должны услышать прежде чем умрете ».

## American Music Awards
Премия American Music Awards вручается ежегодно за выдающиеся достижения в музыкальной индустрии США. Аланис Мориссетт получила две награды из четырех номинаций.
| Год  | Предмет номинации  | Номинация                                 | Результат |
| ---- | ------------------ | ----------------------------------------- | --------- |
| 1996 | Аланис Мориссетт   | Любимая певица в стиле поп/рок            | номинация |
| 1996 | Аланис Мориссетт   | Любимый новый исполнитель в стиле поп/рок | номинация |
| 1997 | Аланис Мориссетт   | Любимая певица в стиле поп/рок            | победа    |
| 1997 | Jagged Little Pill | Любимый альбом в стиле поп/рок            | победа    |

## Грэмми
Премия «Грэмми» ежегодно вручается Национальной академией искусства и науки звукозаписи за выдающиеся достижения в музыкальной индустрии. Аланис Мориссетт получила 7 наград из 14 номинаций.
| Год  | Предмет номинации        | Номинация                             | Результат |
| ---- | ------------------------ | ------------------------------------- | --------- |
| 1996 | «You Oughta Know»        | Песня года                            | номинация |
| 1996 | «You Oughta Know»        | Лучшая песня в стиле рок              | победа    |
| 1996 | «You Oughta Know»        | Лучшее женское исполнение в стиле рок | победа    |
| 1996 | Jagged Little Pill       | Альбом года                           | победа    |
| 1996 | Jagged Little Pill       | Лучший альбом в стиле рок             | победа    |
| 1996 | Аланис Мориссетт         | Лучший новый исполнитель              | номинация |
| 1997 | «Ironic»                 | Запись года                           | номинация |
| 1997 | «Ironic»                 | Лучший видеоклип                      | номинация |
| 1998 | Jagged Little Pill, Live | Лучший музыкальный фильм              | победа    |
| 1999 | «Uninvited»              | Лучшая песня в стиле рок              | победа    |
| 1999 | «Uninvited»              | Лучшее женское исполнение в стиле рок | победа    |
| 1999 | «Uninvited»              | Лучшая песня к фильму                 | номинация |
| 2000 | «Thank U»                | Лучшее женское исполнение в стиле поп | номинация |
| 2001 | «So Pure»                | Лучшее женское исполнение в стиле рок | номинация |

## Золотой глобус
Премия Золотой глобус вручается ежегодно Голливудской Ассоциацией иностранной прессы. Мориссетт была номинирована дважды.
| Год  | Предмет номинации | Номинация             | Результат |
| ---- | ----------------- | --------------------- | --------- |
| 1999 | «Uninvited»       | Лучшая песня к фильму | номинация |
| 2006 | «Wunderkind»      | Лучшая песня к фильму | номинация |

## Juno Awards
Премия Джуно — канадский аналог «Грэмми». Мориссетт получила 14 наград, включая награду за международные достижения в 1997 году.
| Год  | Предмет номинации                  | Номинация                     | Результат |
| ---- | ---------------------------------- | ----------------------------- | --------- |
| 1992 | «Too Hot»                          | Сингл года                    | номинация |
| 1992 | Too Hot (Hott Shott Remix)         | Лучшая танцевальная запись    | номинация |
| 1992 | Аланис                             | Самая многообещающая певица   | победа    |
| 1996 | Jagged Little Pill                 | Альбом года                   | победа    |
| 1996 | Jagged Little Pill                 | Лучший альбом в стиле рок     | победа    |
| 1996 | Аланис Мориссетт                   | Певица года                   | победа    |
| 1996 | Аланис Мориссетт                   | Автор года                    | победа    |
| 1996 | «You Oughta Know»                  | Сингл года                    | победа    |
| 1997 | Аланис Мориссетт                   | Автор года                    | победа    |
| 1997 | «Ironic»                           | Сингл года                    | победа    |
| 2000 | Supposed Former Infatuation Junkie | Альбом года                   | победа    |
| 2000 | Supposed Former Infatuation Junkie | Альбом года в стиле поп/adult | номинация |
| 2000 | «So Pure»                          | Лучшее видео                  | победа    |
| 2000 | Аланис Мориссетт                   | Автор года                    | номинация |
| 2000 | Аланис Мориссетт                   | Лучшая певица                 | номинация |
| 2003 | «Hands Clean», «So Unsexy»         | Продюсер года                 | победа    |
| 2003 | Under Rug Swept                    | Альбом года в стиле поп       | номинация |
| 2003 | Аланис Мориссетт                   | Исполнитель года              | номинация |
| 2004 | Feast on Scraps                    | Музыкальный DVD года          | номинация |
| 2009 | Аланис Мориссетт                   | Автор года                    | номинация |
| 2009 | Flavors of Entanglement            | Альбом года в стиле поп       | победа    |

## MTV Video Music Awards
Премия Video Music Awards проводится телеканалом MTV. Мориссетт получила три награды из семи номинаций.
| Год  | Предмет номинации | Номинация                | Результат |
| ---- | ----------------- | ------------------------ | --------- |
| 1996 | «Ironic»          | Видео года               | номинация |
| 1996 | «Ironic»          | Выбор зрителей           | номинация |
| 1996 | «Ironic»          | Лучшая режиссура         | номинация |
| 1996 | «Ironic»          | Лучший новый исполнитель | победа    |
| 1996 | «Ironic»          | Лучший монтаж            | победа    |
| 1996 | «Ironic»          | Лучшее женское видео     | победа    |
| 2000 | «So Pure»         | Лучшая хореография       | номинация |

## People's Choice
Премия «Выбор народа» присуждается деятелям поп-культуры по итогам зрительского голосования. Мориссетт была номинирована дважды.
| Год  | Предмет номинации | Номинация                   | Результат |
| ---- | ----------------- | --------------------------- | --------- |
| 2007 | «Crazy»           | Любимый ремейк              | номинация |
| 2007 | «Crazy»           | Любимая песня из кинофильма | номинация |

## 1999
- Премия «Teen Choice Award» — саундтрек года, за Город ангелов
- Премия «MuchMusic Video Award» — лучший режиссёр, за «Unsent»[10]
- Премия «ASCAP Award» — самая исполняемая песня из кинофильма, за «Uninvited»[11]